# Дом 38 на улице Куйбышева/ Дом 1 на Бородинской улице

Вид со стороны улицы Куйбышева. Фото 1981—1982 годов.

Дом 38 на улице Куйбышева/ Дом 1 на Бородинской улице — памятник истории во Владикавказе, Северная Осетия. Выявленный объект культурного наследия России. Памятник, связанный с жизнью осетинского поэта Хазби Дзаболова. Расположен в историческом центре на улице Куйбышева, 38/ Бородинская улица, 1.
Ближайшим объектом культурного наследия являются два здания торговых павильона Центрального рынка, которые находятся на противоположной стороне улицы Куйбышева.
Типовое пятиэтажное кирпичное здание построено в 1965 году. Фасадом выходит на улицу Куйбышева, западным торцом — на Бородинскую улицу. Фундамент бетонный. Окна трёхстворчатые и прямоугольные. Со стороны двора находятся пять подъездов. По фасаду и торцевой стороне проходят шесть декоративных поясов из силикатного кирпича. На южном и северном фасадах на 2 — 5 этажах располагаются балконы с металлическими ограждениями.
С 1965 по 1969 год в квартире № 2 проживал осетинский поэт Х. Д. Дзаболов.
Здание внесено в реестр охраняемых памятников истории 10 января 1982 года Главным управлением охраны, реставрации и использования памятников истории и культуры Министерства истории и культуры СССР.